# Comités para la Unidad Obrera
Los Comités para la Unidad Obrera (CUO) es una organización que actúa en el mundo sindical, si bien no se define como sindicato. Los CUO se declaran como: un proyecto unitario de la clase trabajadora, independientemente de la afiliación sindical de sus miembros. Su objetivo es unificar a los trabajadores por encima de estructuras sindicales ya existentes para retomar la acción sindical en defensa de la clase obrera. No se presentan a elecciones sindicales, pero sí propugnan que sus miembros sean delegados sindicales y de personal y que participen activamente en los comités de empresa. 
Nace en 2010 fruto de una conferencia de movimiento obrero del Partido Comunista de los Pueblos de España. Desde entonces ha sido la apuesta del partido para intervenir en el movimiento obrero y sindical.No ha tenido un gran éxito ni implantación a nivel estatal, aunque ha participado en luchas en las Canariasy algunas ciudades del estado.